# Pablo Camerlinckx
Pas d'image ? Cliquez ici

a Compétitions nationales et continentales officielles uniquement.

b Matchs officiels uniquement.
Pablo Camerlinckx, né le 15 mai 1970 à Buenos Aires (Argentine), est un joueur de rugby à XV argentin, jouant troisième ligne centre. 

## Biographie
Pablo Camerlinckx honore sa première cape internationale avec l'Argentine le 8 octobre 1989 à Montevideo pour une victoire 103-9 contre le Brésil. Il joue son dernier match international le 22 octobre 1999 à Buenos Aires pour une défaite 26-36 contre le pays de Galles.
Il joue en club pour le Club Regatas de Bella Vista.

## Statistiques
- 32 sélections de 1989 à 1999
- 8 essais (36 points)
- Coupe du monde de rugby disputée : aucune.